# Georges Davy
Pour les articles homonymes, voir Davy.
Georges Davy, né le 31 décembre 1883 à Bernay (Eure) et mort le 27 juillet 1976 à Coutances (Manche), est un sociologue français.

## Biographie
Il fut professeur de sociologie à la Sorbonne, membre de l'Académie des sciences morales et politiques, président du jury de l'agrégation de philosophie et doyen de la Faculté des lettres de Paris. Son œuvre continue et illustre les travaux d'Émile Durkheim dans le domaine du droit.
Il participa en 1928 au premier cours universitaire de Davos, avec de nombreux autres intellectuels français et allemands.

## Principales publications
- Émile Durkheim: choix de textes avec étude du système sociologique par Georges Davy. Les Grands Philosophes français et étrangers, Paris, Société des éditions Louis Michaud, 1911, 228 p,  (EAN 9781172644056)
- Le droit, l'idéalisme et l'expérience, 1922
- La foi jurée : étude sociologique du problème du contrat, la formation du lien contractuel, 1922
- (avec Alexandre Moret) Des clans aux empires; l'organisation sociale chez les primitifs et dans l'Orient ancien, (L'évolution de l'humanité. synthèse collective. Sect. 1,6), La Renaissance du Livre, Paris, 1923
- Éléments de sociologie, 1929.
- Sociologues d'hier et d'aujourd'hui, Librairie Félix Alcan, 1931
- Leçons de sociologie par Émile Durkheim, 1950
- Thomas Hobbes et J.J. Rousseau, 1953.

## Rééditions
- L'Homme : le fait social et le fait politique, Paris & La Haye, Mouton, 1973

## Distinctions
- Membre de l'Institut (Académie des sciences morales et politiques) en 1952, puis président en 1965
- Membre de l'Académie Royale de Belgique en 1955
- Membre de l'Académie des sciences de Bucarest
- Membre de l'Académie des sciences, arts et belles-lettres de Dijon
- Docteur honoris causa de l'Université de Bruxelles
- Professeur honoris causa de l'Université du Brésil[1].

## Bibliographie

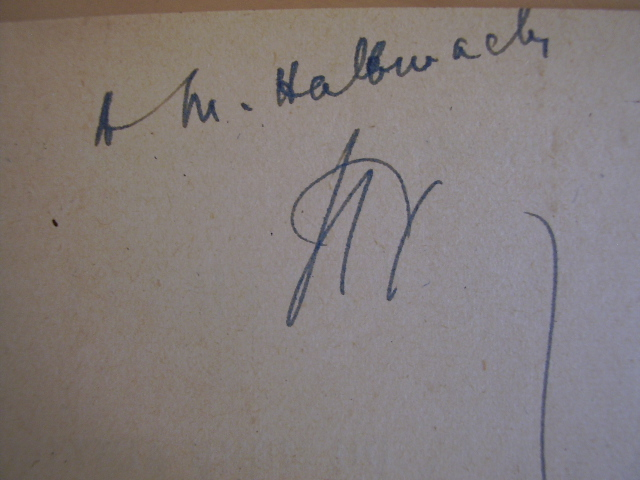
Envoi de G. Davy à Maurice Halbwachs sur Éléments de sociologie (1924). (Ouvrage conservé à la Bibliothèque de sciences humaines et sociales Paris Descartes-CNRS).

## Décorations
- Commandeur dans l'ordre des Palmes académiques, le 2 juillet 1956
- Grand officier de la légion d'honneur, le 14 décembre 1961
- Grand officier du Nichan Iftikhar de Tunisie
- Chevalier de l'Ordre du Bain de l'Empire Britannique (Knight Commander)
- Commandeur de l'Ordre d'Orange-Nassau des Pays-Bas
- Commandeur de l'Ordre national de la Croix du Sud du Brésil
- Officier du Lion blanc de Prague[1].

## Hommages
Une place à Coutances porte son nom.

### Sites internet
- Présentation de Georges Davy, sur le site de l'association Anamnèse

### Bases de données
- Ressources relatives à la recherche :   - Académie royale de Belgique
  - La France savante
  - Isidore
  - Persée
  - Thèses de doctorat ès lettres soutenues en France de 1808 à 1940
- Ressource relative à la vie publique :   - base Léonore
- Notice dans un dictionnaire ou une encyclopédie généraliste :   - Treccani
- Notices d'autorité :   - VIAF
  - ISNI
  - BnF (données)
  - IdRef
  - LCCN
  - GND
  - Belgique
  - Pays-Bas
  - Pologne
  - Israël
  - NUKAT
  - Vatican
  - Norvège
  - Tchéquie
  - Portugal
  - Lettonie
  - WorldCat